# Albrecht Behmel
Albrecht Behmel (1971) è uno scrittore e storico tedesco.

## Biografia
Figlio di Hermann Behmel, geologo e nipote dell'architetto Paul Behmel. Il cognome della famiglia deriva da una rara forma di germanizzazione del ceco Bogomil, nome originario della Boemia, dalla quale, nel 1813, emigrarono i suoi antenati verso la regione della Sassonia. Da parte di sua madre è discendente di Christoph Martin Wieland, poeta svevo e scrittore del secolo dei Lumi.
Dopo aver lavorato a Parigi come burattinaio e giocoliere, all'inizio degli anni Novanta, Albrecht si trasferisce in Germania, ad Heidelberg, per completare i suoi studi nelle discipline umanistiche e studia anche presso l'università Humboldt a Berlino. Ha pubblicato trattati sulla antica storia greca navale e sull'origine della letteratura tedesca come il Nibelungenlied.
La pubblicazione di una serie di vademecum per studenti, lo consacrano quale uno dei pionieri tedeschi nell'editoria elettronica. Per due testi ha utilizzato lo pseudonimo di Timothy Patterson. Tra i suoi lavori si possono annoverare la pubblicazione di romanzi, come Homo Sapiens, la realizzazione di radiodrammi e sceneggiature. Ha lavorato per un notevole numero di stazioni televisive tedesche e internazionali, come ARTE e ARD. Inoltre, nel 2008 ha fondato un network dedicato al cinema e ai professionisti dei media, il FilmforumPRO.

## Tematiche
L'equitazione e l'alcolismo o la combinazione di entrambi, sono due motivi ricorrenti presenti nelle trame dei suoi romanzi. È appassionato di musica folk irlandese, di cerimonie accademiche e di mitologia, temi che appaiono in alcune fiction. I dialoghi presenti nelle sue produzioni cinematografiche e televisive, sono realizzati soprattutto mescolando abilmente lo slang con la varietà dei dialetti tedeschi.

## Riconoscimenti
Radiodramma sulla vita e l'opera di Flann O'Brien: Settembre 2003: Hörspiel des Monats per Ist das Ihr Fahrrad, Mr. O'Brien? Eine Hörspielcollage aus der Welt der Wissenschaft und des Suffs, regia: Nikolai von Koslowski.

## Opere
- Dr. Faust, 2013, 110th,[4]
- Ist das Ihr Fahrrad, Mr. O'Brien? Eine Hörspielcollage aus der Welt der Wissenschaft und des Suffs. SR 2003
- Manuskripte druckreif formatieren.[5] Ibidem-Verlag, Stuttgart 2001, ISBN 3-89821-137-1
- Was sind Gedankenexperimente? Kontrafaktische Annahmen in der Philosophie des Geistes – der Turing Test und das Chinesische Zimmer. [6] Stuttgart 2001, ISBN 3-89821-109-6
- Das Nibelungenlied. Ein Heldenepos in 39 Abenteuern.[7] Nacherzählung. Ibidem-Verlag, Stuttgart 2001, ISBN 3-89821-145-2
- Themistokles, Sieger von Salamis und Herr von Magnesia. Die Anfänge der athenischen Klassik zwischen Marathon und Salamis.[8] Stuttgart 2000, ISBN 3-932602-72-2
- Die Mitteleuropadebatte in der Bundesrepublik Deutschland. Zwischen Friedensbewegung, kultureller Identität und deutscher Frage.[9] Ibidem-Verlag, Hannover 2011, ISBN 978-3-8382-0201-3
- Die Berliner Express-Historie. 80.000 Jahre in 42 Schlückchen.[10] Verlag an der Spree, Berlin 2007, ISBN 978-3-9809951-5-3
- Auf dem Rücken der Pferde liegt das Glück dieser Erde. Weltbild , Augsburg 2006, ISBN 3-8289-8118-6[11]
- Von der Kunst, zwischen sich und dem Boden ein Pferd zu behalten. Berlin 2005, ISBN 3-89769-910-9[12]
- Erfolgreich im Studium der Geisteswissenschaften.[13] Francke, Tübingen 2005, ISBN 3-7720-3371-7
- 1968 – Die Kinder der Revolution. Der Mythos der Studentenbewegung im ideengeschichtlichen Kontext des „hysterischen Jahrhunderts“ [14] 1870 bis 1968. Hannover 2011, ISBN 978-3-8382-0203-7
- Homo Sapiens Berliner Art. Schenk, Passau 2010, ISBN 978-3-939337-78-2